# Berotralstat
El berotralstat, comercializado bajo la marca Orladeyo, es un medicamento utilizado para prevenir los ataques de angioedema hereditario . Se utiliza en personas a partir de los doce años de edad. Se toma por vía ora 
Los efectos secundarios de este medicamento incluyen dolor abdominal, vómitos, diarrea, dolor de espalda y acidez de estómago;  otros efectos secundarios pueden incluir la prolongación del intervalo QT .  Si bien no hay evidencia de daño durante el embarazo, dicho uso no ha sido bien estudiado.  Este medicamento es un inhibidor de la calicreína plasmática . 
Este medicamento fue aprobado para uso médico en los Estados Unidos en el 2020 y en Europa en el 2021.   En el Reino Unido, 4 semanas le cuestan al NHS alrededor de  10 200 libras esterlinas a partir de 2022.  Esta cantidad en Estados Unidos cuesta unos 40.500 dólares estadounidenses . 